# Konstantin Tierieszczenko
Konstantin Tierieszczenko (ur. 17 czerwca 1994) – rosyjski kierowca wyścigowy.

## Kariera

### Formuła Renault
Tierieszczenko rozpoczął karierę w jednomiejscowych samochodach wyścigowych w wieku 18 lat w 2012 roku w Formule Renault. W tym roku rozpoczął stary w Europejskim Pucharze Formuły Renault 2.0 oraz w Alpejskiej Formule Renault. W pierwszym sezonie były to jednak tylko starty gościnne.
Na sezon 2013 Rosjanin podpisał kontrakt z Interwetten.com Racing na starty w Europejskim Pucharze Formuły Renault 2.0 oraz Alpejskiej Formule Renault. Jedynie w edycji alpejskiej był klasyfikowany. Uzbierane 25 punktów dało mu tam piętnastą pozycję w klasyfikacji generalnej.

### Formuła 3
W 2014 roku Rosjanin poświęcił się głównie startom w hiszpańskich mistrzostwach Euroformula Open Championship z zespołem Campos Racing. Wystartował w piętnastu wyścigach i drugim wyścigu na Hungaroringu stanął na trzecim stopniu podium. Z dorobkiem 75 punktów uplasował się na szóstym miejscu w końcowej klasyfikacji kierowców.
W drugim roku startów Konstantin walczył o tytuł mistrzowski z Brazylijczykiem Vitorem Baptistą. Tiereszczenko zdominował finałową rundę na hiszpańskim torze Circuit de Catalunya, jednak przewaga Baptisty z poprzednich eliminacji wystarczyła mu do zdobycia mistrzostwa. Ostatecznie przegrał z nim różnicą zaledwie pięciu punktów. Rosjanin dwunastokrotnie stawał na podium, z czego sześciokrotnie na jego najwyższym stopniu. Poza tym ośmiokrotnie startował z pole position oraz sześciokrotnie uzyskiwał najszybsze okrążenie wyścigu.
Porażkę w klasyfikacji łącznej zrekompensował sobie wygraną w punktacji Hiszpańskiej Formuły 3, w której liczone były wyłącznie eliminacje odbywające się na Półwyspie Iberyjskim. W tym zestawieniu Rosjanin 5 z 6 startów kończył na podium, w tym czterokrotnie na najwyższym stopniu. Pięciokrotnie sięgnął po pierwsze pole startowe oraz trzykrotnie wykręcił najszybszy czas okrążenia. Jako jedyny w tej klasyfikacji przekroczył barierę stu punktów.

### Seria GP3
Podczas belgijskiej rundy serii GP3 w sezonie 2014 Tiereszczenko zajął miejsce Brazylijczyka Victora Carbone we włoskim zespole Trident. Podczas treningu miał jednak poważny wypadek, w wyniku którego jego boli uległ całkowitemu zniszczeniu. W konsekwencji nie przystąpił w ogóle do rywalizacji, gdyż mechanicy nie zdołali go odbudować.
W kolejnym sezonie zajął miejsce Francuza Brandona Maisano w ekipie Campos Racing w trzech ostatnich rundach na torze Sochi Autodrom, Sakhir i Yas Marina. W żadnym z sześciu startów nie zdołał jednak zdobyć punktów. Najwyżej dojechał w drugim starcie w Rosji, gdzie był szesnasty.
W roku 2016 został etatowym zawodnikiem hiszpańskiego zespołu.

## Wyniki

### GP3
| Legenda oznaczeń w tabelach wyników Wyświetl szablon na nowej stronie | Legenda oznaczeń w tabelach wyników Wyświetl szablon na nowej stronie                                                                     |
| Oznaczenie                                                            | Wyjaśnienie |
| --------------------------------------------------------------------- | --- |
| Złoty                                                                 | Zwycięzca lub mistrzostwo |
| Srebrny                                                               | 2. miejsce lub wicemistrzostwo |
| Brązowy                                                               | 3. miejsce lub II wicemistrzostwo |
| Zielony                                                               | Ukończył, punktował (w klasyfikacji generalnej, gdy zdobył co najmniej jeden punkt na przestrzeni sezonu, poza trzema powyższymi opcjami) |
| Niebieski                                                             | Ukończył, nie punktował (w klasyfikacji generalnej, gdy nie zdobył co najmniej jednego punktu na przestrzeni sezonu)                      |
| Czerwony                                                              | Nie zakwalifikował się (NZ) |
| Czerwony                                                              | Nie prekwalifikował się (NPK) |
| Różowy                                                                | Nie ukończył (NU) |
| Różowy                                                                | Niesklasyfikowany (NS) (w klasyfikacji generalnej, gdy nie został sklasyfikowany w żadnym wyścigu sezonu)                                 |
| Czarny                                                                | Zdyskwalifikowany (DK) |
| Czarny                                                                | Wykluczony (WYK/EX) |
| Biały                                                                 | Nie wystartował (NW) |
| Biały                                                                 | Kontuzjowany (K/INJ) |
| Biały                                                                 | Wyścig odwołany (OD/C) |
| Bez koloru                                                            | Został wycofany (WYC/WD) |
| Bez koloru                                                            | Nie przybył (NP/DNA) |
| Bez koloru                                                            | Nie brał udziału w treningach (NT/DNP) |
| Bez koloru                                                            | Nie został zgłoszony (–) |
| Pogrubienie                                                           | Start z pole position |
| Kursywa                                                               | Najszybsze okrążenie wyścigu |
| †                                                                     | Nie ukończył, ale jego rezultat został zaliczony ze względu na przejechanie więcej niż 90% dystansu wyścigu.                              |
| *                                                                     | Sezon w trakcie |
| 1/2/3                                                                 | Punktowana pozycja w sprincie kwalifikacyjnym                                                                                             |
| Lista systemów punktacji Formuły 1                                    | |

| Rok  | Zespół        | Wyniki w poszczególnych eliminacjach | Wyniki w poszczególnych eliminacjach | Wyniki w poszczególnych eliminacjach | Wyniki w poszczególnych eliminacjach | Wyniki w poszczególnych eliminacjach | Wyniki w poszczególnych eliminacjach | Wyniki w poszczególnych eliminacjach | Wyniki w poszczególnych eliminacjach | Wyniki w poszczególnych eliminacjach | Wyniki w poszczególnych eliminacjach | Wyniki w poszczególnych eliminacjach | Wyniki w poszczególnych eliminacjach | Wyniki w poszczególnych eliminacjach | Wyniki w poszczególnych eliminacjach | Wyniki w poszczególnych eliminacjach | Wyniki w poszczególnych eliminacjach | Wyniki w poszczególnych eliminacjach | Wyniki w poszczególnych eliminacjach | Punkty | Pozycja |
| ---- | ------------- | ------------------------------------ | ------------------------------------ | ------------------------------------ | ------------------------------------ | ------------------------------------ | ------------------------------------ | ------------------------------------ | ------------------------------------ | ------------------------------------ | ------------------------------------ | ------------------------------------ | ------------------------------------ | ------------------------------------ | ------------------------------------ | ------------------------------------ | ------------------------------------ | ------------------------------------ | ------------------------------------ | ------ | ------- |
| 2014 | Trident       | ESP                                  | ESP                                  | AUT                                  | AUT                                  | GBR                                  | GBR                                  | DEU                                  | DEU                                  | HUN                                  | HUN                                  | BEL                                  | BEL                                  | ITA                                  | ITA                                  | RUS                                  | RUS                                  | ARE                                  | ARE                                  | –      | NS      |
| 2014 | Trident       | –                                    | –                                    | –                                    | –                                    | –                                    | –                                    | –                                    | –                                    | –                                    | –                                    | NW                                   | NW                                   | –                                    | –                                    | –                                    | –                                    | –                                    | –                                    | –      | NS      |
| 2015 | Campos Racing | ESP                                  | ESP                                  | AUT                                  | AUT                                  | GBR                                  | GBR                                  | HUN                                  | HUN                                  | BEL                                  | BEL                                  | ITA                                  | ITA                                  | RUS                                  | RUS                                  | BHR                                  | BHR                                  | ARE                                  | ARE                                  | 0      | 29      |
| 2015 | Campos Racing | –                                    | –                                    | –                                    | –                                    | –                                    | –                                    | –                                    | –                                    | –                                    | –                                    | –                                    | –                                    | 17                                   | 16                                   | 18                                   | 17                                   | NU                                   | 20                                   | 0      | 29      |
| 2016 | Campos Racing | ESP                                  | ESP                                  | AUT                                  | AUT                                  | GBR                                  | GBR                                  | HUN                                  | HUN                                  | GER                                  | GER                                  | BEL                                  | BEL                                  | ITA                                  | ITA                                  | MAL                                  | MAL                                  | ARE                                  | ARE                                  | 8      | 19      |
| 2016 | Campos Racing | 17                                   | 21                                   | 18                                   | NU                                   | 20                                   | 13                                   | 16                                   | 17                                   | NU                                   | 15                                   | 17                                   | NU                                   | 17                                   | 14                                   | 17                                   | 17                                   | 8                                    | 6                                    | 8      | 19      |

### Podsumowanie
| Sezon | Seria                                 | Zespół                 | Wyścigi | Zwycięstwa | PP | NO | Podium | Punkty | Pozycja |
| ----- | ------------------------------------- | ---------------------- | ------- | ---------- | -- | -- | ------ | ------ | ------- |
| 2012  | Europejski Puchar Formuły Renault 2.0 | EPIC Racing            | 6       | 0          | 0  | 0  | 0      | 0      | NS      |
| 2012  | Alpejska Formuła Renault 2.0          | Interwetten.com        | 6       | 0          | 0  | 0  | 0      | 0      | NS      |
| 2013  | Europejski Puchar Formuły Renault 2.0 | Interwetten.com Racing | 6       | 0          | 0  | 0  | 0      | 0      | 33      |
| 2013  | Alpejska Formuła Renault 2.0          | Interwetten.com Racing | 14      | 0          | 0  | 0  | 0      | 25     | 15      |
| 2014  | Euroformula Open Championship         | Campos Racing          | 15      | 0          | 0  | 0  | 1      | 75     | 6       |
| 2014  | Seria GP3                             | Trident                | 0       | 0          | 0  | 0  | 0      | 0      | NS      |
| 2014  | Niemiecka Formuła 3                   | ADM Motorsport         | 3       | 0          | 0  | 0  | 0      | 9      | NS†     |
| 2015  | Euroformula Open                      | Campos Racing          | 16      | 6          | 8  | 6  | 12     | 286    | 2       |
| 2015  | Hiszpańska Formuła 3                  | Campos Racing          | 6       | 4          | 5  | 3  | 5      | 134    | 1       |
| 2015  | Seria GP3                             | Campos Racing          | 6       | 0          | 0  | 0  | 0      | 0      | 29      |
| 2016  | Seria GP3                             | Campos Racing          | 18      | 0          | 0  | 0  | 0      | 8      | 19      |

† – Tierieszczenko nie był zaliczany do klasyfikacji.